# 470
Évszázadok: 4. század – 5. század – 6. század
Évtizedek: 420-as évek – 430-as évek – 440-es évek – 450-es évek – 460-as évek – 470-es évek – 480-as évek – 490-es évek – 500-as évek – 510-es évek – 520-as évek
Évek: 465 – 466 – 467 – 468 –  469 – 470 – 471 – 472 – 473 – 474 – 475

## Események

### Nyugat- és Keletrómai Birodalom
- Messius Phoebus Severust (nyugaton) és Flavius Iordanest (keleten) választják consulnak.
- Anthemius nyugatrómai császár Riothamus briton (britanniai vagy bretagne-i) vezért segítségét kéri a vizigótok ellen. Riothamus kezdetben sikereket ér el 12 ezer emberével és elfoglalja Bourgest, de Déolsnál vereséget szenved Euric királytól és a római szövetséges burgundokhoz menekül. Euric egészen a Somme-ig tolja ki fennhatósági területét.
- Anthemius súlyosan megbetegszik és ellenlábasa, Ricimer szervezkedni kezd, hogy halála esetén az ő hívét, Romanus kancellárt (magister officiorum) válasszák császárrá. Anthemius azonban felgyógyul és azzal vádolva Romanust, hogy boszorkánysággal betegítette meg, kivégezteti a szenátort. Az eset végleges szakításhoz vezet Ricimer és Anthemius között.
- Odoacer lesz a Nyugatrómai Birodalom észak-itáliai germán zsoldosainak vezetője.
- Konstantinápolyban a nagyhatalmú főparancsnok, Aspar fia, Iulius Patricius feleségül veszi Leo császár lányát, Leontia Porphürogenétét. A városban zavargásokra kerül sor, mert ezzel az ariánus vallású Patricius válik a trón egyik várományosává, de megígéri, hogy császárkánt áttér az ortodoxiára.

## Születések
- Buddhapálita, buddhista teológus
- Caesarius, Arles püspöke
- Dionysius Exiguus, keresztény teológus, a Krisztus születésén alapuló időszámítás bevezetője
- Clonardi Finnian, ír hittérítő

## Halálozások
- Romanus, nyugatrómai trónkövetelő

## Fordítás
- Ez a szócikk részben vagy egészben  a(z)   470 című angol Wikipédia-szócikk ezen változatának fordításán alapul.  Az eredeti cikk szerkesztőit annak laptörténete sorolja fel. Ez a jelzés csupán a megfogalmazás eredetét és a szerzői jogokat jelzi, nem szolgál a cikkben szereplő információk forrásmegjelöléseként.